# Ronin (film)
Pour les articles homonymes, voir Ronin.
Pour plus de détails, voir Fiche technique et Distribution.
Ronin est un film britannico-américain réalisé par John Frankenheimer et sorti en 1998.
Il est présenté à la Mostra de Venise 1998.
Le film suit six mercenaires recrutés pour former une équipe d'élite qui se rejoignent à Paris, où ils apprennent la mission qui leur est confiée : récupérer intacte une mallette fortement défendue et très convoitée. Les informations sur le contrat s'ébruitent, chacun suit son idée pour mettre la main sur la mallette : la conserver devient trouble et périlleux. Elle n'est pas le seul objectif en jeu.

## Synopsis
Dans un bistrot de Montmartre, l'agent de l'IRA Deirdre (Natascha McElhone) rencontre deux Américains, Sam (Robert De Niro) et Larry (Skipp Sudduth), et un Français, Vincent (Jean Reno). Elle les emmène dans un entrepôt où attendent l'Anglais Spence (Sean Bean) et l'Allemand Gregor (Stellan Skarsgård). Les conversations entre ces hommes montrent qu'ils sont d'anciens agents du gouvernement ou d'anciens militaires devenus mercenaires.
Deirdre les informe de leur mission : attaquer un convoi lourdement armé et voler une mallette métallique (MacGuffin du film).
La première tâche de l'équipe est d'acquérir des armes. Le rendez-vous avec les mafieux qui doivent les fournir tourne à la confrontation sanglante. L'équipe s'en sort et récupère les armes mais Spence, dont le comportement peu professionnel détonne, est démasqué par Sam, puis congédié par Deirdre.
Les autres continuent la mission. Alors que l'équipe se prépare, Deirdre est contactée par son correspondant, Seamus O'Rourke (Jonathan Pryce), qui lui apprend que l'équipe doit intervenir avant la livraison de la mallette à la mafia russe, à Nice.
Sam et Deirdre feignent d'être un couple de touristes pour effectuer une opération de reconnaissance des lieux, un grand hôtel niçois puis une villa isolée dans l'arrière-pays. Alors qu'ils sont tous deux en planque, Deirdre se prend soudain au jeu et embrasse Sam fougueusement.
L'équipe tend une embuscade au convoi à La Turbie et poursuit les survivants jusqu'à Nice. Pendant la fusillade, Gregor vole la mallette et disparaît. Il négocie pour la vendre aux Russes.
Son contact tente cependant de le trahir. Gregor le tue, puis demande à Mikhi (Féodor Atkine) - le mafieux russe chargé de l'affaire - un second rendez-vous.
L'équipe retrouve la trace de Gregor grâce à l'un des anciens contacts de Sam à la CIA et le coince dans l'amphithéâtre d'Arles lors de sa rencontre avec deux des hommes de Mikhi. Sam poursuit Gregor ; celui-ci s'enfuit mais est rattrapé par Seamus. Deirdre et Vincent affrontent les deux voyous russes, provoquant une fusillade. Sam arrive à la rescousse mais est blessé.
Pendant ce temps, Seamus tue Larry et s'échappe avec Deirdre, réticente car choquée par l'exécution de Larry, et Gregor qu'il a également fait prisonnier.
Vincent emmène Sam dans la villa de son ami Jean-Pierre (Michael Lonsdale). Après avoir retiré la balle du flanc de Sam et pendant que celui-ci récupère, Vincent demande à Jean-Pierre de les aider à retrouver Gregor et les agents irlandais. Au cours de sa convalescence, Jean-Pierre, dont le hobby consiste à fabriquer des figurines japonaises, relate à Sam l'histoire des 47 Ronins, livrant ainsi la signification du titre du film.
À Paris, Gregor est tabassé par Seamus pour qu'il lui livre la mallette. Après avoir récupérée celle-ci dans un bureau de poste, Seamus, Deirdre et Gregor sont poursuivis dans Paris par Sam et Vincent. Au terme d'une dangereuse course-poursuite provocant de nombreux accidents, Vincent tire dans leurs pneus, envoyant leur voiture s'écraser en contrebas d'un viaduc en construction. Gregor s'échappe avec la mallette tandis que les ouvriers du chantier sauvent Deirdre et Seamus du véhicule en feu.
Ne sachant pas où retrouver Gregor, Sam et Vincent décident de remonter jusqu'à lui grâce aux Russes. L'un des contacts de Jean-Pierre les oriente vers le Zénith, où doit se dérouler une représentation de la patineuse artistique (et petite amie de Mikhi) Natacha Kirilova (Katarina Witt).
Pendant la représentation, Mikhi rencontre Gregor dans les coulisses, qui le menace : un tireur d'élite dans l'arène tirera sur Natacha s'il le trahit. Mais Mikhi laisse Natacha se faire tuer avant de tuer Gregor et de prendre la mallette. Lors du chaos qui s'ensuit, Sam et Vincent quittent l'arène juste à temps pour voir Seamus tuer Mikhi et voler la mallette. Sam et Vincent se séparent ; Vincent poursuit Seamus, mais est blessé dans une fusillade. Sam trouve Deirdre attendant Seamus dans une voiture et la convainc de partir après lui avoir expliqué qu'il est toujours un agent actif de la CIA travaillant sous couverture pour avoir Seamus, pas la mallette. Alors qu'elle s'éloigne, Seamus est obligé de retourner dans l'arène alors que Sam le poursuit. Seamus blesse Sam, mais est abattu par Vincent avant qu'il ne puisse achever Sam.
Sam et Vincent prennent un café dans le bistrot où ils se sont rencontrés pour la première fois. La radio annonce un accord de paix entre le Sinn Féin et le gouvernement britannique, conclu en partie grâce à la mort de Seamus. Alors que Sam guette du coin de l'oeil la porte dans l'espoir de voir apparaître Deirdre, Vincent lui dit qu'elle ne reviendra pas. Ils se serrent la main et se séparent. Sam part avec son contact de la CIA pendant que Vincent paie les consommations et s'en va.

## Fiche technique
- Titre français et original : Ronin
- Réalisation : John Frankenheimer, assisté de David Artur
- Scénario : J. D. Zeik et David Mamet (crédité comme Richard Weisz), d'après une histoire de J. D. Zeik
- Musique originale : Elia Cmíral
- Photographie : Robert Fraisse
- Direction artistique : Gérard Viard
- Décors : Michael Z. Hanan
- Costumes : May Routh
- Producteur : Frank Mancuso Jr.
- Production : United Artists, FGM Entertainmen
- Sociétés de distribution : United Artists / MGM (États-Unis), United International Pictures (France)
- Pays de production :  Royaume-Uni,  États-Unis
- Langues originales : français, anglais, russe
- Budget : 55 000 000 USD
- Format : Couleur • 2.35:1 • 35 mm anamorphique • DTS
- Genre : thriller, action
- Durée : 121 minutes
- Dates de sortie :
  - États-Unis : 25 septembre 1998
  - Royaume-Uni : 20 novembre 1998
  - France, Belgique : 25 novembre 1998

## Distribution
- Robert De Niro (VF : Jacques Frantz) : Sam
- Jean Reno (VF : lui-même) : Vincent
- Natascha McElhone (VF : Ivana Coppola) : Deirdre
- Stellan Skarsgård (VF : Jean-François Aupied) : Gregor
- Sean Bean (VF : Patrick Laplace) : Spence
- Skipp Sudduth (VF : Philippe Vincent) : Larry
- Michael Lonsdale (VF : lui-même) : Jean-Pierre
- Jan Tříska : Dapper Gent
- Jonathan Pryce (VF : Pierre Dourlens) : Seamus O'Rourke
- Féodor Atkine (VF : lui-même) : Mikhi
- Katarina Witt : Natacha Kirilova
- Lilly-Fleur Pointeaux : une petite fille
- Ron Perkins : l'homme avec le journal
- Amidou : l'homme de l'échange sous le pont
- Julia Maraval : une otage
- Laurent Spielvogel (VF : lui-même) : un touriste à Nice
- Steve Suissa (VF : lui-même) : un serveur à Nice
- Katia Tchenko : une otage
- Pierre Forest : le capitaine des CRS
- Georges Neri
- Lionel Vitrant : "La cible"

## Production

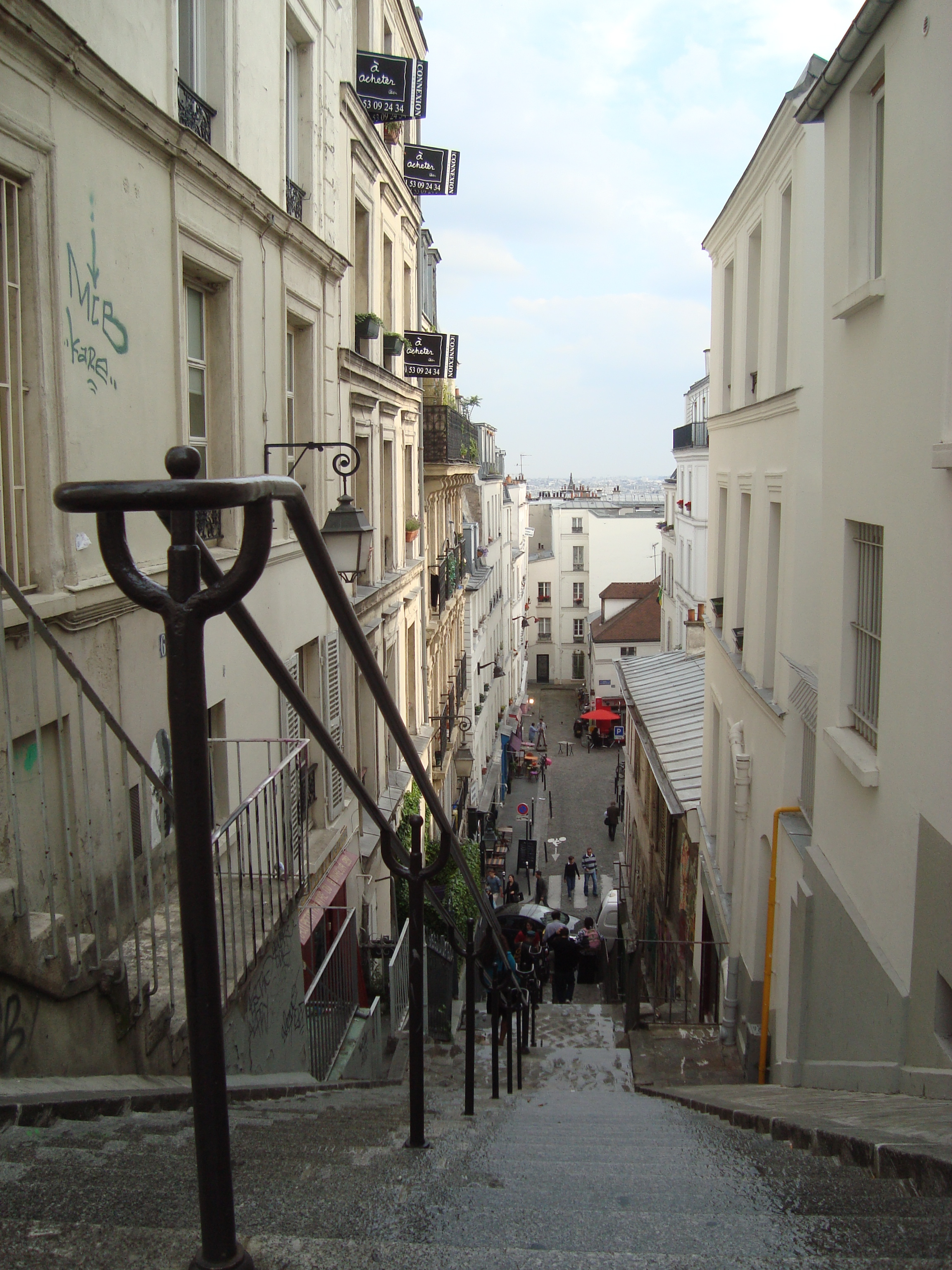
La rue Drevet dans le de Paris a servi pour la scène d'ouverture du film.

### Genèse et développement
En juillet 1997, Variety révèle que John Frankenheimer a signé pour réaliser Ronin, la première collaboration de sa longue carrière à United Artists. Il explique dans la presse avoir été séduit par un « très bon script » et ajoute que c'est « le genre de film que j'adorerais aller avoir. [...] Ce que j'aime, c'est que c'est un film d'action axé sur les personnages, et je l'ai déjà fait, avec Black Sunday et French Connection 2. Ce n'est pas une de ces images CGI, c'est un film sur les gens. Ce n'est pas plus grand que nature, ce que je ne pense pas. Je ne me rapporte pas à ça. » Il y voyait également une opportunité d'appliquer ses vastes connaissances et sa compréhension de la France, en particulier de Paris, où il a résidé pendant de nombreuses années. Il a ajouté : « Je n'aurais pas pu faire le film aussi bien ailleurs. » Ses films Le Train (1964), Grand Prix (1966), L'Impossible Objet (1973) et French Connection 2 (1975) ont été filmés en France.

### Écriture
Le scénario est développé par John David Zeik qui n'a aucune expérience. Il avait eu l'idée après avoir lu le roman Shōgun de James Clavell à l'âge de 15 ans. Cela lui a donné des informations générales sur ce qu'est un rōnin (samouraï sans maître), qu'il a incorporées dans un scénario des années plus tard. Concernant le choix de la France comme lieu clé de l'histoire, il s'explique : « Plusieurs années plus tard, à Nice, lieu de l'un des décors clés de l'histoire, j'ai regardé le soleil et j'ai vu les silhouettes de cinq Gendarmes lourdement armés traversant la promenade des Anglais. Cette image m'a fait réaliser que je voulais tourner le film en France. »
Les récits diffèrent ensuite quant à la paternité du scénario final. Selon l'avocat de John David Zeik, le dramaturge David Mamet a été engagé peu avant la production pour étoffer le rôle de Robert De Niro et ajouter une intrigue amoureuse. Bien que Mamet ait réécrit plusieurs scènes, ses contributions étaient mineures selon l'avis de Zeik. Le réalisateur John Frankenheimer déclare cependant que les contributions de Mamet sont bien plus significatives : « Le générique devrait se lire comme suit : 'Histoire de J. D. Zeik, scénario de David Mamet'. Nous n'avons pas tourné une seule ligne du scénario de Zeik. » Le cinéaste reviendra ensuite en arrière dans une lettre ouverte de septembre 1998 publiée dans Variety : « J. D. Zeik a sans équivoque droit au premier crédit de scénariste ainsi qu'au seul crédit d'histoire qui lui a été attribué par le WGA... [Il] mérite d'être reconnu pour sa contribution significative à ce film, et je suis fier d'avoir travaillé avec lui. » Lorsqu'il a appris qu'il devrait partager le crédit avec J. D. Zeik, David Mamet a insisté pour être crédité du pseudonyme de Richard Weisz, car il avait auparavant décidé d'attacher son nom uniquement aux projets dont il était le seul auteur.

### Tournage

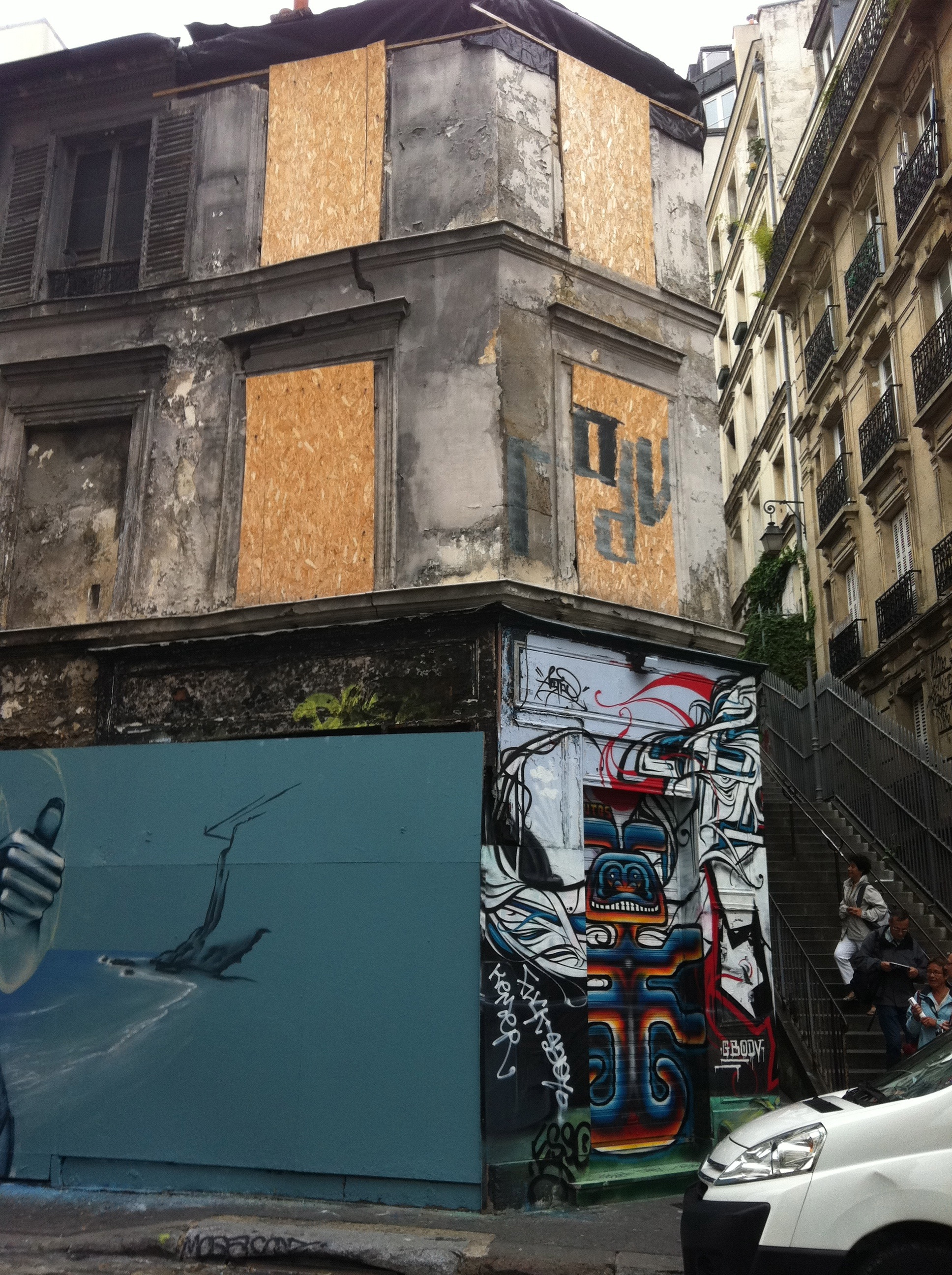
Le bistrot à Montmartre (ici en 2011)

Le tournage a lieu entièrement en France, c'est ainsi le quatrième film que John Frankenheimer a tourné en France après Le train, Grand Prix et French Connection 2. Il se déroule de novembre 1997 à mars 1998 :
- à Paris : la rue des Trois-Frères et la rue Drevet dans le 18e, au Zénith de Paris, sous le pont Alexandre-III dans le 7e, station de métro Porte des Lilas, la poste rue Singer 16e, sous le pont de Bir-Hakeim 15e, puits artésien de l'avenue de Breteuil,
- dans les Bouches-du-Rhône : Arles, Les Baux-de-Provence
- dans les Alpes-Maritimes : Villefranche-sur-Mer, La Turbie, Cannes, Nice

Skipp Sudduth a demandé à John Frankenheimer à réaliser ses propres cascades lors des courses-poursuites en voiture. Le réalisateur a accepté.
Le tournage a été marqué par l'arrestation de Robert De Niro dans la nuit du 16 au 17 février 1998 dans une affaire de réseau de prostitution. Après enquête, il a été relâché,.
Le réalisateur voulait des cascades sans trucages : la vitesse des caméras n'a pas été accélérée pour les poursuites en voitures. Des pilotes professionnels (dont Jean-Pierre Jarier) ont été engagés notamment pour la scène sur le boulevard périphérique où ils roulent à plus de 160 km/h dans le tunnel des Halles, parfois même à contresens. Plus de 300 véhicules ont été utilisés dans cette scène,.

## Musique
Jerry Goldsmith était initialement choisi pour la musique de Ronin avant de finalement quitter le projet,. Pour le remplacer, les exécutifs de la MGM choisissent plusieurs compositeurs. Dans cette liste, John Frankenheimer choisit le Tchèque Elia Cmíral,.

## Accueil

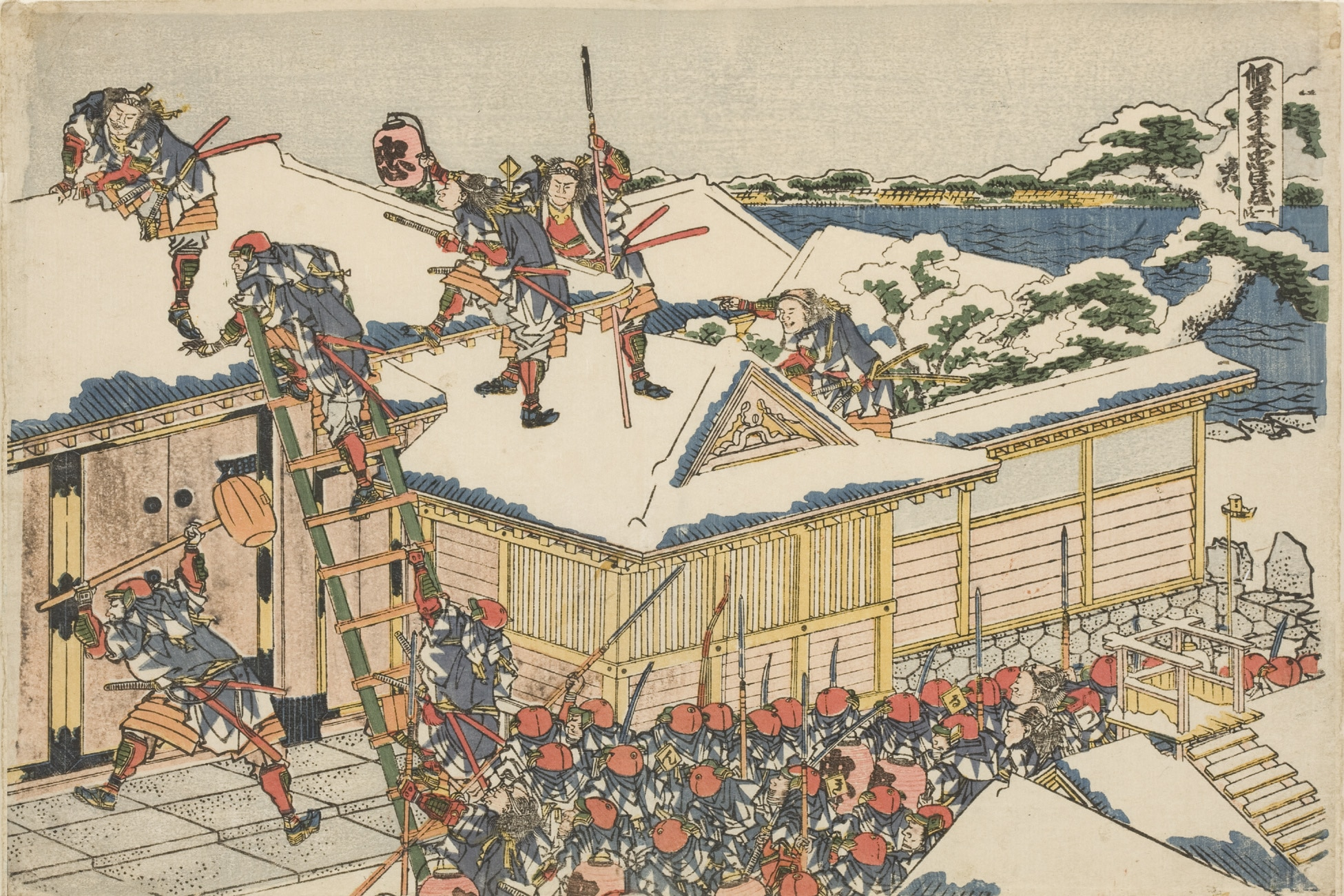
La vengeance japonaise des quarante-sept rōnin au XVIIIe siècle est la métaphore centrale du film

Le film reçoit des critiques assez positives. Sur l'agrégateur américain Rotten Tomatoes, il récolte 68% d'opinions favorables pour 68 critiques et une note moyenne de 6,29⁄10. Sur Metacritic, il obtient une note moyenne de 67⁄100 pour 23 critiques.
Produit pour environ 55 millions de dollars, le film récolte plus de 70 millions de dollars au box-office mondial. En France, il attire 983 024 spectateurs dans les salles.

## Signification du titre
Dans le Japon médiéval, les rōnin (浪人) étaient des samouraïs déshonorés parce que leur seigneur avait été tué sans qu'ils aient pu le défendre. N'ayant pas été à la hauteur de leur mission, ils sont condamnés à l'errance. La vengeance est leur seule raison de vivre : ils doivent tuer le meurtrier de leur seigneur, puis se donner la mort par seppuku (en s'ouvrant le ventre). Le film débute par une explication moins développée.
Michael Lonsdale raconte la légende des 47 rōnin à Robert de Niro au cours du film, incitant par là à la réflexion sur les motivations et les mobiles d'(anciens ?) agents secrets.